# Madison (Maryland)
Madison es un lugar designado por el censo ubicado en el condado de Dorchester en el estado estadounidense de Maryland. En el Censo de 2010 tenía una población de 204 habitantes y una densidad poblacional de 24,27 personas por km².

## Geografía
Madison se encuentra ubicado en las coordenadas 38°30′32″N 76°12′15″O / 38.50889, -76.20417. Según la Oficina del Censo de los Estados Unidos, Madison tiene una superficie total de 8.4 km², de la cual 8.3 km² corresponden a tierra firme y (1.26%) 0.11 km² es agua.

## Demografía
Según el censo de 2010, había 204 personas residiendo en Madison. La densidad de población era de 24,27 hab./km². De los 204 habitantes, Madison estaba compuesto por el 87.25% blancos, el 10.29% eran afroamericanos, el 0% eran amerindios, el 0.98% eran asiáticos, el 0% eran isleños del Pacífico, el 0.49% eran de otras razas y el 0.98% pertenecían a dos o más razas. Del total de la población el 1.47% eran hispanos o latinos de cualquier raza.